# Giorgio Prosperi
Giorgio Prosperi (Roma, 1º gennaio 1911 – Roma, 21 gennaio 1997) è stato uno sceneggiatore, autore televisivo, critico teatrale e critico cinematografico italiano.
Ha collaborato per oltre quarant'anni al quotidiano romano Il Tempo come critico teatrale.

## Biografia
Giorgio Prosperi è nato a Roma il 1º gennaio del 1911. Ha esercitato la critica teatrale su diversi periodici a partire dagli anni Trenta fino alla sua morte, all'età di 86 anni. Come critico teatrale è stato il testimone di oltre sessant'anni di vita intellettuale, osservata attraverso il prisma poliedrico del teatro.
Nel teatro, che era il suo professionale campo di osservazione, si cimentò come drammaturgo e colse importanti riconoscimenti con La congiura (Premio Marzotto nel 1959), rappresentato nello stesso anno al Piccolo Teatro di Milano con la regia di Luigi Squarzina, con Il re, scritto per le celebrazioni dell'Unità d'Italia nel 1961 e rappresentato a Torino con la regia di Giancarlo Sbragia, con Studio per una finestra (Premio Giovannini nel 1978), con Processo a Socrate (1983) messo in scena da Renzo Giovampietro, con Vendetta trasversale (Premio Fava nel 1993)".
"L'approdo al teatro, avvenuto quasi casualmente nel '59 con La congiura (il dramma era stato originariamente concepito come sceneggiatura cinematografica) confermò sul piano artistico la vocazione di libertà e di moralismo laico, già perseguita da Prosperi nel suo lungo tirocinio di critico teatrale, le cui tappe successive saranno ll re e Processo a Socrate, inaugura un percorso che si inserisce interamente "in uno spazio i cui assi cartesiani sono la storia e la libertà. Una storia, s'intende, senza orpelli, e costumi e una libertà senza ideologia"(Geno Pampaloni). E a seguire l'iter drammaturgico di Prosperi ci si accorge che la fuga dalla realtà contemporanea verso il passato non è che l'atteggiamento di chi lucidamente convinto della mediocrità dei nostri tempi, si rifugia nella Storia: non sterilmente però, ma per spremere da essa un alto e severo insegnamento morale, una sorta di vademecum spirituale, grazie al quale è possibile orizzontarsi tra i sussulti della nostra calamitosa età. E non è certamente un caso che al teatro di Prosperi, che qualcuno ha definito civile, sia toccata la sorte di presagire (soprattutto con La Congiura, ove è posta in scena la cospirazione catiliniana, ma anche con Il re, meditazione sul travaglio di Carlo Alberto alla vigilia della sua rinuncia al trono, e con Processo a Socrate) alcuni dei nodi cruciali della storia degli ultimi decenni. Analogo è il motivo dell'identità-non identità con la coscienza affrontato da Prosperi nei numerosi atti unici, in cui si esprime "una comicità' (Renzo Tian) ragionata e spontanea insieme che si serve pressappoco degli stessi effetti che si ottengono mostrando delle figure riflesse in uno specchio deformante. Insistendo su certe pieghe, certi tic, certe rigidità e certi snaturamenti della nostra vita contemporanea, sene cavano effetti che non sono soltanto comici". Con Vendetta trasversale vince il Premio Giuseppe Fava nel 1993".
"Partecipò alle sceneggiature di importanti film fra cui La voce del silenzio di Pabst, Il cappotto di Alberto Lattuada, Stazione Termini di Vittorio De Sica, Senso di Luchino Visconti, Estate violenta di Valerio Zurlini, e fu autore di sceneggiati tv di successo, tra cui La vita di Michelangelo con Gian Maria Volonté, La vita di Dante con Giorgio Albertazzi, La vita di Cavour con Renzo Palmer.
Ha collaborato con alcune tra le principali strutture pubbliche come l'Accademia Nazionale d'Arte Drammatica, il Centro Sperimentale di Cinematografia, il Teatro di Roma. È stato membro del Consiglio di Amministrazione della Società Italiana degli Autori ed Editori (Siae)".

## Giorgio Prosperi e la critica
"Rigoroso nell'indagine critica, con tutte le risorse di un approfondimento serio e del testo altrui e della sua rappresentazione, liberava l'estro fantastico quando scriveva come autore o quando inventava da poeta, magari durante un incontro di amici... Era la ricerca ad affascinarlo. Lo trovai sovente impegnato in territori che non parevano essere i suoi, e che pure lui frequentava offrendo un apporto di intelligenza e ironia...".
Maricla Boggio
"Per Prosperi, pirandellianamente, la verità poetica era tutta nel testo scritto e la messinscena, tramite la regia, doveva "svelare la verità nascosta delle ombre del testo", che lui definiva "scrittura verticale".
Giorgio Taffon
"L’incontro con l'estetica crociana ha per lui l'effetto di una folgorazione. Perfino il percorso biografico di Croce e Prosperi ha molti punti in comune, a partire dalle concezioni politiche, che vedono entrambi impegnati nella polemica contro il fascismo e contro il socialismo snaturato, per poi impegnarsi in un progetto politico che fosse in grado di rinnovare lo spirito liberale del Risorgimento, unificatore e laico. Se per croce l'adesione al partito liberale subito dopo la caduta di Mussolini fu veicolo di tante speranze di rinascita idealistica ed umanistica, per Prosperi, che ripeté la stessa esperienza molti anni dopo, fu invece motivo di grandi delusioni e spinta per una nuova stagione di denuncia degli innumerevoli abusi della classe politica italiana. Quanto alla riflessione estetica, Croce rimarrà sempre un punto fermo nell'elaborazione di un metodo per il giudizio critico. La critica legittima e vera è, secondo Croce, sintesi di arte, gusto ed esegesi: conoscenza intima dell'arte e maestria nell'utilizzare i suoi strumenti; gusto nel senso di esperienza dell'arte attraverso lo spirito; esegesi per fornire allo spirito le conoscenze storiche necessarie alla comprensione totale dell'opera d'arte. Questi tre elementi sono alla base della teoria del giudizio di Croce, ma il loro uso sinergico ancora non sancisce l'autorità dell'operazione di giudizio, per questo il lavoro del critico consiste nell'assorbire l'opera d'arte e superarla attraverso una filosofia dell'arte che renda percepibile l'intuizione dell'artista al lettore o spettatore e chiarisca come il pensiero si sia fatto fantasia nella creazione artistica. Inoltre, la vera critica d'arte è, per Croce e per Prosperi, sia critica estetica, in quanto filosofia e concezione dell'arte, sia critica storica, dal momento che ogni opera d'arte è un prodotto storico, avvalendosi di dati storici nella creazione e diventando storia non appena si offre all'umanità".
Giulia Serafini
"Giorgio Prosperi intendeva la critica teatrale come un paziente e oculato lavoro di mediazione, un dialogo non soltanto col pubblico, ma anche con gli autori e i registi. Ma ha anche occupato la barricata opposta, il che pareva ad alcuni una stranezza, o peggio una sorta di “corruzione” che un critico componesse drammi da rappresentare.Questa apparente confusione di ruoli è stato il risultato di una profonda riflessione sul teatro che non poteva arrestarsi ad una dimensione o ad un'altra, perché non esistono reali barriere tra le forme, appartenendo tutte quante alla stessa creatività. Quello della drammaturgia è stato l’ambito sicuramente più trascurato rispetto ad altre espressioni artistiche del multiforme ingegno di Giorgio Prosperi, ma senza ombra di dubbio può essere considerata una pratica determinante, che si è riflessa nell’esercizio della critica teatrale. La sua capacità di mettersi al servizio degli uomini di spettacolo deriva dal fatto che Prosperi, ancorché critico è stato uomo di teatro a tutto campo. E in questo gioco di specchi è stato altresì inevitabile che un frequentatore di così lunga data assiduo e penetrante del teatro altrui classico e moderno quale è stato Prosperi abbia accolto e assimilato, nel suo pur originale operare, echi o riflessi di momenti importanti della storia dell’arte drammatica. Nei testi di Giorgio Prosperi aleggiano, come fantasmatiche presenze, le ombre di Cechov, Pirandello, Eschilo, Brecht ed altri ancora. Ma sono piuttosto vibrazioni in sottofondo. Considerate tante inclusioni di pregio, accolte dall’autore come stratificazioni necessarie. I titoli a sua firma, come autore sono numerosi e impostati su vari registri".
Maria Maddalena Angeloni

## Opere pubblicate
- La congiura, Feltrinelli, Milano, 1960
- Il Re, Einaudi, Torino, 1964
- La Congiura; il Re; Processo a Socrate, Serarcangeli, Roma, 1986
- Maestri e compagni di ventura: profili e problemi di autori italiani da Verga a Diego Fabbri, Serarcangeli, Roma, 1986
- Un cavallo va alla guerra: misteri naturali, storie di uomini, storie di bambini”, Serarcangeli, Roma, 1988
- A tu per tu con Verga, Pirandello, D’Annunzio e Rosso di San Secondo, Editori Associati, Roma, 1993
- La riscossa degli anni Sessanta: sette commedie in un atto”, Ape romana, Roma, 1995

## Filmografia

### Sceneggiatore

#### Cinema
- L'ebreo errante, regia di Goffredo Alessandrini (1948)
- Il grido della terra , regia di Duilio Coletti (1948)
- Gli amanti di Ravello, regia di Francesco De Robertis (1950)
- Domani è un altro giorno, regia di Léonide Moguy (1951)
- Senza bandiera, regia di Lionello De Felice (1951)
- Angelo tra la folla, regia di Leonardo De Mitri (1951)
- Verginità, regia di Leonardo De Mitri (1951)
- La voce del silenzio, regia di Georg Wilhelm Pabst (1952)
- I figli non si vendono, regia di Mario Bonnard (1952)
- Il cappotto, regia di Alberto Lattuada (1952)
- La figlia del diavolo, regia di Primo Zeglio (1952)
- Processo contro ignoti di Guido Brignone (1952)
- Solo per te Lucia, regia di Franco Rossi (1952)
- Siamo donne, episodio Isa Miranda, regia di Luigi Zampa (1953)
- Ho scelto l'amore, regia di Mario Zampi (1953)
- La passeggiata, regia di Renato Rascel (1953)
- Stazione Termini, regia di Vittorio De Sica (1953)
- Scampolo '53, regia di Giorgio Bianchi (1953)
- Maddalena, regia di Augusto Genina (1954)
- Senso, regia di Luchino Visconti (1954)
- I cinque dell'Adamello, regia di Pino Mercanti (1954)
- Il seduttore, regia di Franco Rossi (1954)
- Scuola elementare, regia di Alberto Lattuada (1954)
- Cento anni d'amore, regia di Lionello De Felice (1954)
- Difendo il mio amore, regia di Giulio Macchi (1956)
- Lazzarella, regia di Carlo Ludovico Bragaglia (1957)
- Il cielo brucia, regia di Giuseppe Masini (1957)
- Arrivederci Roma, regia di Roy Rowland (1957)
- Amore a prima vista, regia di Franco Rossi (1958)
- La maja desnuda, regia di Henry Koster (1958)
- Tutti innamorati, regia di Giuseppe Orlandini (1958)
- Estate violenta, regia di Valerio Zurlini (1959)
- Ciao, ciao bambina! (Piove), regia di Sergio Grieco (1959)
- Sodoma e Gomorra, regia di Robert Aldrich e Sergio Leone (1959)

#### Televisione
- Vita di Michelangelo, regia di Silverio Blasi (1964)
- Vita di Dante, regia di Vittorio Cottafavi (1965)
- Il re, regia di Silverio Blasi (1966)
- Vita di Cavour, regia di Piero Schivazappa (1967)
- Caio Gracco, per la serie I giorni della storia, regia di Piero Schivazappa (1968)
- Il giovane Garibaldi, regia di Franco Rossi (1973)
- Canossa, regia di Silverio Blasi (1974)

### Dialoghista
- La sposa bella, regia di Nunnally Johnson (1960)
- Ti-Koyo e il suo pescecane, regia di Folco Quilici (1962)

### Attore
- La vita provvisoria, regia di Vincenzo Gamna ed Enzo Battaglia (1963)

## Teatro

### Regista
- Liolà (1968)
- Il governo di Verre (1970)

## Riconoscimenti
- Premio Marzotto
  - 1959 – Premio Teatro
- 1991 – Premio Hystrio per la Saggistica Teatrale

## Omaggi
- Su Giorgio Prosperi esiste un fondo presso il Gabinetto Vieusseux di Firenze, composto da circa 6.000 ritagli di giornale delle sue cronache e critiche teatrali, dal 1936 al 1966, suddivisi e ordinati cronologicamente e per testata.